# Resson
Resson – miejscowość i gmina we Francji, w regionie Grand Est, w departamencie Moza.
Według danych na rok 1990 gminę zamieszkiwało 405 osób, a gęstość zaludnienia wynosiła 48 osób/km² (wśród 2335 gmin Lotaryngii Resson plasuje się na 659. miejscu pod względem liczby ludności, natomiast pod względem powierzchni na miejscu 713.).